# Plebiscyt Przeglądu Sportowego 1973
39. Plebiscyt Przeglądu Sportowego na najlepszego sportowca Polski zorganizowano w 1973 roku.

## Wyniki
1. Ryszard Szurkowski - kolarstwo (1 222 026 pkt.)
2. Stanisław Szozda - kolarstwo (982 175)
3. Jerzy Szczakiel - żużel (753 552)
4. Kazimierz Lipień - zapasy (658 450)
5. Kazimierz Deyna - piłka nożna (615 325)
6. Janusz Kierzkowski - kolarstwo torowe (613 375)
7. Józef Lipień - zapasy (548 291)
8. Ryszard Skowronek - lekkoatletyka (330 771)
9. Jan Tomaszewski - piłka nożna (246 971)
10. Lesław Ćmikiewicz - piłka nożna (139 022)